# チュクチ自治管区の行政区画
チュクチ自治管区の行政区画（チュクチじちかんくのぎょうせいくかく）では、ロシア連邦、チュクチ自治管区の行政区画について記述する。

## 行政区画
チュクチ自治管区の行政区画は以下の通りである。
- 町 (自治管区の管轄下):

チュクチ自治管区:
1. アナディリスキー地区
2. ビリビンスキー地区
3. イルティンスキー地区
4. プロビデンスキー地区
5. チャウンスキー地区
6. チュコツキー地区

  - アナディリ (Анадырь) (行政の中心地)
- 地区(ラヨン)
  - アナディリスキー地区（ロシア語版） (Анадырский)
    - 都市型集落 (地区の管轄下)
      - オトロズニー (Отрожный)
      - シャフチョルスキー (Шахтёрский)
      - ウゴルニェ・コピ (Угольные Копи)
      - ベリンゴフスキー (Беринговский)

  - ビリビンスキー地区（ロシア語版） (Билибинский)
    - 町 (地区の管轄下)
      - ビリビノ (Билибино)

    - 都市型集落 (地区の管轄下)
      - アリスケロヴォ (Алискерово)
      - ダルニー (Дальний)
      - ヴェセニー (Весенний)
      - フストレツニー (Встречный)

  - チャウンスキー地区（ロシア語版） (Чаунский)
    - 町 (地区の管轄下)
      - ペヴェク (Певек)

    - 都市型集落 (地区の管轄下)
      - バラニハ (Бараниха)
      - ビストリー (Быстрый)
      - コムソモルスキー (Комсомольский)
      - クラスノアルメスキー (Красноармейский)
      - ヴァルクメイ (Валькумей)
      - ユージン (Южный)

  - チュコツキー地区（ロシア語版） (Чукотский)
  - イルティンスキー地区（ロシア語版） (Иультинский)
    - 都市型集落 (地区の管轄下)
      - エグヴェキノット (Эгвекинот)
      - レーニングラードスキー (Ленинградский)
      - ミス・シュミッタ (Мыс Шмидта)

  - プロビデンスキー地区（ロシア語版） (Провиденский)
    - 都市型集落 (地区の管轄下)
      - プロビデニア (Провидения)

## 廃止された自治体

チュクチ自治管区(2012以前):
1. アナディリスキー地区
2. ベリンゴフスキー地区
3. ビリビンスキー地区
4. イルティンスキー地区
5. プロビデンスキー地区
6. チャウンスキー地区
7. チュコツキー地区
8. シュミドフスキー地区

2011年に以下の地区が都市型集落に格下げ、廃止された。
- ベリンゴフスキー地区（ロシア語版） (Беринговский)
- シュミドフスキー地区（ロシア語版） (Шмидтовский)